# ذيفان تأقي
ذيفانٌ تَأَقِيّ أو مُكمِّل الببتيدات أو مُتمم الببتيدات أو السَّم التَأَقي(بالإنجليزية: anaphylatoxin)‏ وَهو عِبارة عن قِطعة مُكونة من العنصر المكمل 3 (C3a)، والعنصر المكمل 4 (C4a)، والعنصر المكمل 5 (C5a) التي يتم إنتاجها كَجُزء مِن تفعيل النظام المُكَمل. مُكونات المكمِّل C5، C4، C3 هي عِبارة عن بروتينات سكَّرِيّة كَبيرة لها وَظائف مُهمة في الإِستجابة المناعية وَالدفاع ضد العائِل، تَمتلك هذه المُكونات تَنَوّع وَاسع في النَشاطات البيولوجية وَيَتِم تَنشيط التّحلّل البروتينيّ بِواسطة الشَّق في موقع خاصّ، فَتَتَكوَّن قطعة a- و b-. تُشكل قطعة a- مجالات بُنيانيّة مُتمِّيزة من 76 حمض أميني تقريباً مُشفّر كُل منها مِن قبل اكسون واحد ضمن جين بروتيني مُكمِّل، تُعتبر المُكونات المُكَمِّلة C4، C3 وَ C5 تابعة للذيقان التأقيّ (متمم الببتيدات)، فَهي تُسبب: مُسببةً انقباض العَضلات المَلساء، وَإِطلاق الهستامين مِن الخلايا الصارية وَأيضاً تُعزز نَفاذية الأوعية الدموية، كَما أنها تُكَوِن سُموم كيميائية مُتوسطة الخُطورة وَالتهابات بالإضافة إلى نَقل أُصول الأُكسجين السَامة لِلخلايا مِن جيل لآخر، تُعتبر البروتينات جُزيئات مُحبة لِلماء بدرجة كبيرة مَع وُجود شَكل أَلفا-الحَلزوني الذي يَتَحِد مع بعضه بِواسطة ثَلاثة جسور ثنائية الكبريتيد.

## الوَظيفة
تَتبلور قُدرة مكمِّل الببتيدات (الذيفان التأقي) في إِحداث إزالة للحُبيبات (إطلاق المواد) مِن الخَلايا البطانية، وَالخلايا الصارية بالإضافة إلى الخلايا البَلعمية، التي تُؤدي إلى إستجابة إِلتهابية مَوضعية. إِذا كان زوال الحبيبات مُنتشر فَإنه مِن المُمكن أن يُسبب صَدمة تشبه المُتلازمة المٌشابهة لِتلك التي تُسببها الحَساسية المُفرطة.
يَتوسط مكمِّل الببتيدات بشكل غير مباشر بَعض المَهام، مِثل:
- انقباض العَضلات المَلساء، مِثل التَشَنُّجٌ القَصَبِيّ.
- زِيادة في نَفاذية الشُعيرات الدموية.
- إِنجذاب كِيميائي، وهو عِبارة عن حركة مُتَواسَطَةٌ لمستقبلات خَلايا الدم البيضاء فِي إتجاه زيادة تركيز الذيفان التَأَقِيّ.

## أَمثلة
مِن أهم أنواع الذَيفان التأقي:
- العنصر المُكمل الخامس (C5): يمتلك هذا العُنصر نَشاط بيولوجي مُرتفع، وَيَكون قادر عَلى العمل مُباشرة على فَرْط تقطعّ العَدِلاتِ الوراثية وَالخَلايا الوَحيدة لِتسريع عَملية البَلعمة لِمُسببات الأَمراض.
- العنصر المُكمل الثالث (C3): حَيث يعمل مَع العنصر المُكمل الخامس (C5) على تنشيط الخلايا الصارية، وَجلْب الأجسام المضادة وَالمُتَمَّمَة والخلايا البلعمية، وَزيادة السوائل في الأَنسجة، وَالتي تُسهم في بدء الاستجابة المناعية الملائِمة.
- العنصر المُكمل الرابع (C4): يُعتبر من أقل أنواع الذيفان التأقي نشاطاً.

## التَسمية
بِالرغم مِن أَنَّ بَعض أنواع الأدوية (المورفين والكودين وَ الهرمون الموجه لقشر الكظر الصناعي) وَبعض النَواقل العصبية (نورأَبِينِفْرين وَالمادة P) هُم وسطاء مُهمين في عَملية إزالة الحبيبات مِن الخلايا الصارية وَبعض الخلايا القاعدية (خلايا دم بيضاء)، ولَكن لا يُطلق عليهم مُصطلح ذَيفان تأقيّ، حَيث يُطلق هذا المصطلح فَقط على أجزاء النِظام المكمِّل (C5 ،C4 ،C3).

## البروتينات البشرية التي تحتوي على الذيفان التأقي
العُنصر المكمِّل الثالث، وَ الأجزاء الكَبيرة وَالصغيرة مِن العُنصر المُكمل الرابع، وَالجزء الأول الصَغير مِن العُنصر المُكمل الثاني، والجَينات المُشفرة لِـ(FBLN1 وَFBLN2).

## المَراجع
1. ↑  Williamson، Michael P.؛ Madison، Vincent S. (1990). "Three-dimensional structure of porcine C5ades Arg from proton nuclear magnetic resonance data". Biochemistry. ج. 29 ع. 12: 2895–905. DOI:10.1021/bi00464a002. PMID:2337573.
2. ↑  Hugli، T. E. (1986). "Biochemistry and biology of anaphylatoxins". Complement. ج. 3 ع. 3: 111–27. PMID:3542363.
3. ↑  Fritzinger، D. C.؛ Petrella، E. C.؛ Connelly، M. B.؛ Bredehorst، R؛ Vogel، C. W. (1992). "Primary structure of cobra complement component C3". Journal of immunology. ج. 149 ع. 11: 3554–62. PMID:1431125.
4. 1 2  Ogata، R. T.؛ Rosa، P. A.؛ Zepf، N. E. (1989). "Sequence of the gene for murine complement component C4". The Journal of biological chemistry. ج. 264 ع. 28: 16565–72. PMID:2777798.
5. ↑  Gennaro، Renato؛ Simonic، Tatjana؛ Negri، Armando؛ Mottola، Cristina؛ Secchi، Camillo؛ Ronchi، Severino؛ Romeo، Domenico (1986). "C5a fragment of bovine complement. Purification, bioassays, amino-acid sequence and other structural studies". European Journal of Biochemistry. ج. 155 ع. 1: 77–86. DOI:10.1111/j.1432-1033.1986.tb09460.x. PMID:3081348.

## روابط خارجية
- Gerard، C؛ Gerard، N P (1994). "C5A Anaphylatoxin and Its Seven Transmembrane-Segment Receptor". Annual Review of Immunology. ج. 12: 775–808. DOI:10.1146/annurev.iy.12.040194.004015. PMID:8011297.
- Pan، Zhixing K. (1998). "Anaphylatoxins C5a and C3a induce nuclear factor κB activation in human peripheral blood monocytes". Biochimica et Biophysica Acta (BBA) - Gene Structure and Expression. ج. 1443 ع. 1–2: 90–8. DOI:10.1016/S0167-4781(98)00198-5. PMID:9838061.
- Anaphylatoxin في المكتبة الوطنية الأمريكية للطب نظام فهرسة المواضيع الطبية (MeSH).

- هذه المَقالة تَشتمل على نَص من المِلكية العامة لِـ بفام وَإنتربرو {{{1}}}.